# Kindred Spirits (Album)
Kindred Spirits ist ein Jazzalbum von Ivo Perelman und Rudi Mahall. Die im Juni 2018 in den Park West Studios, Brooklyn, entstandenen Aufnahmen erschienen am 23. August 2018 auf Leo Records.

## Hintergrund
Der Beginn des Jahres 2018 markierte mit Perelmans Dreifach-Album Oneness mit Matthew Shipp das vorläufige Ende einer überaus fruchtbaren Zusammenarbeit mit diesem Pianisten, was bedeutete, dass Perelman als Nächstes nach neuen Partnern suchen würde, mit denen er spontan Ideen austauschen konnte, notierte S. Victor Aaron. Immer bestrebt, neue Ideen auszuprobieren, lag der Schwerpunkt dieses Duos auf der Bassklarinette und ihrem Zusammenspiel mit Perelmans Tenorsaxophon. Die Idee, die Perelman im Sinn hatte, bestand darin, sich als Künstler weiterzuentwickeln, indem er Dinge ausprobierte, die er zuvor noch nicht getan hatte, „wenn man bedenkt, dass ich meine Karriere bisher hauptsächlich dadurch aufgebaut habe, dass ich mit Klavier, Bass, Schlagzeug und Saiteninstrumenten gespielt habe.“ Das Spielen mit einem anderen Rohrblattinstrument eröffne so viele Möglichkeiten.
Bei der Suche nach den richtigen Bassklarinettisten als Partner hätte Perelman aus so vielen Musikern auswählen können, kürzte die Liste jedoch erheblich zusammen, indem er verlangte, dass sich ein solcher Musiker in erster Linie dem Instrument widmete und es nicht nebenbei spielte. Das führte ihn zu zwei Musikern, dem Deutschen Rudi Mahall und dem Chicagoer Jason Stein (dokumentiert auf Spiritual Prayers, 2018).
Perelman schrieb in den Liner Notes, dass er Mahall in einem YouTube-Video, in dem dieser mit dem Globe Unity Orchestra auftrat, nur eine Minute lang spielen hörte und so beeindruckt war, dass er ihm per E-Mail eine Einladung zur gemeinsamen Aufnahme schickte. Mahall selbst hatte Perelman noch nie zuvor spielen hören, aber er akzeptierte ein Hin- und Rückflugticket von Deutschland nach New York, kam an einem Dienstagnachmittag an, nahm am Mittwoch auf und kehrte später am selben Tag nach Deutschland zurück.

## Titelliste
- Perelman, Mahall – Kindred Spirits (Leo Records CD LR 840/84)[3]

CD 1
1. Untitled 7:21
2. Untitled 5:56
3. Untitled 12:00
4. Untitled 12:51
5. Untitled 12:22

CD2
1. Untitled 8:49
2. Untitled 9:36
3. Untitled 2:24
4. Untitled 3:36
5. Untitled 12:26
6. Untitled 5:11
7. Untitled 6:23

Die Kompositionen stammen von Ivo Perelman und Rudi Mahall.

## Rezeption

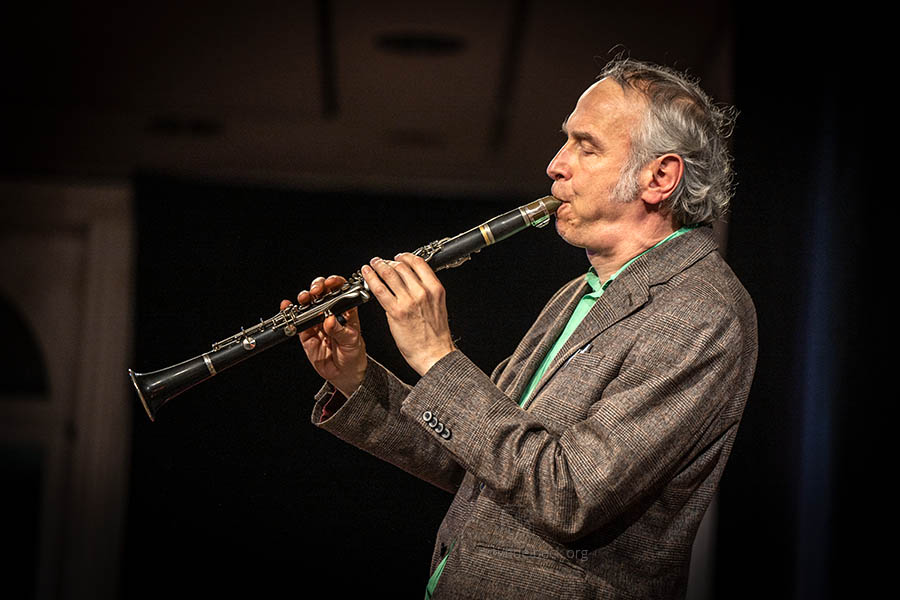
Rudi Mahall bei einem Auftritt im Jazzclub Heidelberg 2020

Was bei diesem Tête-à-Tête mit Mahall gleich zu Beginn auffalle, sei die große Ähnlichkeit von Mahalls Bassklarinette mit dem Klang von Perelman Tenorsaxophon, schrieb S. Victor Aaron (Something Else!). Selbst wenn Perelman das Register erklimme und seine charakteristische Hochfrequenzakrobatik vorführe, sei Mahall direkt dabei und könne dies mit dem gleichen Maß an Geschicklichkeit tun (im Stück 3 auf der ersten CD sei besonders anschaulich). Wie bei dem Saxophonisten komme auch Mahalls tiefes Verständnis der Jazztradition in seiner Diktion zum Ausdruck, auch wenn er dabei weit über die Grenzen hinausgehe. Es bleibe eine Verbindung zurück zur Melodie, die an die Oberfläche sprudle, bevor das Verfahren übermäßig aus den Fugen gerät, eine Vision, die beide stark teilen würden.
Ivo Perelman habe mit dem Bassklarinettisten Rudi Mahall Stücke im Umfang von zwei CDs aufgenommen, um eine Sammlung überraschend zugänglicher Melodien zu schaffen, schrieb George W. Harris (Jazz Weekly). Die Stücke ohne Titel würden von etwas mehr als zwei bis zwölfeinhalb Minuten reichen, wobei die Mischung aus zwei Holzblasinstrumenten für einige lohnende Momente sorge. Die beiden würden knallen und schnaufen und landeten hell und klar auf „1“, flattern mit ihren Klappen auf „4“ und hüpfen herrlich auf „5“ auf CD 1. Auf der zweiten CD seufze Mahall zufrieden, bevor er mit Perelman Altissimo spielt, während die beiden bei „2“ hin und her hüpfen. Bei „4“ ereignen sich einige clevere Obertöne und bei „7“ ende das Team gurgelnd. Das Album klinge dezent und größtenteils erhaben.
Man solle einfach ohne Erwartungen zuhören und sich vom Erfindungsreichtum der Kreativität einfangen lassen, schrieb Steve Horowitz (PopMatters) als Vorbemerkung der beiden Veröffentlichungen des Tenorsaxophonisten Ivo Perelman mit Bassklarinettisten, Kindred Spirits (Rudi Mahall) und Spiritual Prayers (mit Jason Stein). Insbesondere bei Kindred Spirits scheinen die beiden Spieler manchmal in unterschiedlichen Gefühlen gefangen zu sein und sich hin und wieder an musikalischen Scheidewegen wiederfinden.